# عمر عبد الله دخقان
عمر عبد الله دخقان (مواليد 1927 في عمان - 19 نوفمبر 2012) هو وزير زراعي أردني سابق، ومسؤول حكومي بعدة مناصب مختلفة. يعود له الفضل بابتكار فكرة قناة البحرين سنة 1977، والتي توصل البحر الميت بالعقبة لحماية الأول من الجفاف.

## حياته
تخرّج دخقان من مدرسة السلط الثانوية عام 1946، وحصل على بكالوريوس في الهندسة المدنية عام 1950. بدأ بالعمل مساعداً لوكيل وزارة الأشغال العامة عام 1954، ثم عمل مديراً عاما للخط الحديدي الحجازي الأردني عام 1956. كما عمل مديرا عاما لسلطة المياه المركزية عام 1964م.

## المناصب
- عمل مديرا لدائرة الأبحاث الجيولوجية والتعدين عام 1965م.
- عُيّن نائبا لرئيس سلطة المصادر الطبيعية بالوكالة عام 1966م.
- عمل مديرا عاما لشركة الفوسفات الأردنية عام 1969م.
- عُيّن وزيرا للزراعة عام 1970م.
- عُيّن مديرا عاما لمؤسسة إستغلال مياه نهر الأردن عام 1972م.
- عُيّن رئيسا لهيئة وادي الأردن بمرتبة وزير عام 1973م.